# Campeonato Mundial de Motocross de 2012
O Campeonato Mundial de Motocross de 2012 foi a 56º edição do evento de motocross. Começou em fevereiro na Holanda, com final em setembro de 2012 na Alemanha. O campeonato ocorre com 15 etapas mundiais. O campeão foi o italiano Tony Cairoli.